# Kwon Yeo-sun

Kwon Yeo-sun (Hangul: 권여선) nació en 1965 y es una escritora coreana.

## Biografía
Kwon Yeo-sun nació en Andong, provincia de Gyeongsang del Norte, Corea del Sur en 1965. Tuvo un debut literario brillante en 1996 con la novela Hueco verde, que fue premiada con el Premio de Literatura Imaginativa. Por aquel entonces eran mayoría las novelas que reflejaban el movimiento de democratización en Corea.

## Obra
Su obra es a menudo poco convencional tanto en forma como en tema, por esa razón la autora ha adquirido la reputación de ser difícil de leer.
Su primera obra Hueco verde fue una de las mejores novelas de formación que hubo en Corea en los noventa. Ocho años después de su publicación, Kwon Yeo-Sun publicó una recopilación de relatos cortos titulada La falda de la doncella. Esta recopilación, un libro que ella dijo que fue como publicar una carta de amor para ella misma, es sobre individuos derrotados que, aunque padecen problemas por sus destinos trágicos, los aceptan resignados. Los personajes en esta recopilación son generalmente personas que sobrellevan relaciones que la sociedad no acepta, como aventuras extramatrimoniales y relaciones homosexuales. Incapaces de superar el sentimiento de minusvalía que esta relación les genera, los personajes no pueden hacer otra cosa que asistir al fin de su amor. En su segunda recopilación de relatos cortos Los días del lazo rosa, los personajes son en general personas que han fracasado. Son personas con defectos en su carácter o físico. En sus obras los personajes no fracasan por causas exteriores sino por culpa de su mala fortuna.

## Obras en coreano (lista parcial)
Novelas
- Hueco verde

Recopilaciones de relatos cortos
- La falda de la doncella
- Los días del lazo rosa

## Premios
- Premio de Literatura Imaginativa (1996)
- Premio Literario Oh Yŏng Su (2007)
- Premio Literario Yi Sang (2008)
- Premio Literario Hankook Ilbo (2012)
- Premio Literario de Excelencia de EBS (2013)[4]